# ヤコヴ・メディッチ
ヤコヴ・メディッチ（Jakov Medić、1998年9月7日 - ）は、クロアチア・ザグレブ出身のサッカー選手。VfLボーフム所属。ポジションはDF、MF。

## クラブ経歴
ザグレブに生まれ、2016-17シーズンにNKイストラ1961でプロデビューを果たした。その後クロアチア国内の2クラブを経て2018-19シーズンからはドイツにプレーの舞台を移し、1.FCニュルンベルクのリザーブチームやSVヴェーエン・ヴィースバーデンに所属した。
2021年6月3日、FCザンクトパウリへ移籍条件非公開で移籍した。
2023年8月6日、5年契約でアヤックス・アムステルダムに移籍した。デビュー戦となったシーズン開幕戦のヘラクレス・アルメロ戦では、センターバックとしての出場ながら強烈なミドルシュートをネットに沈め、3-1での勝利に貢献した。